# St. Blasius (Zella-Mehlis)

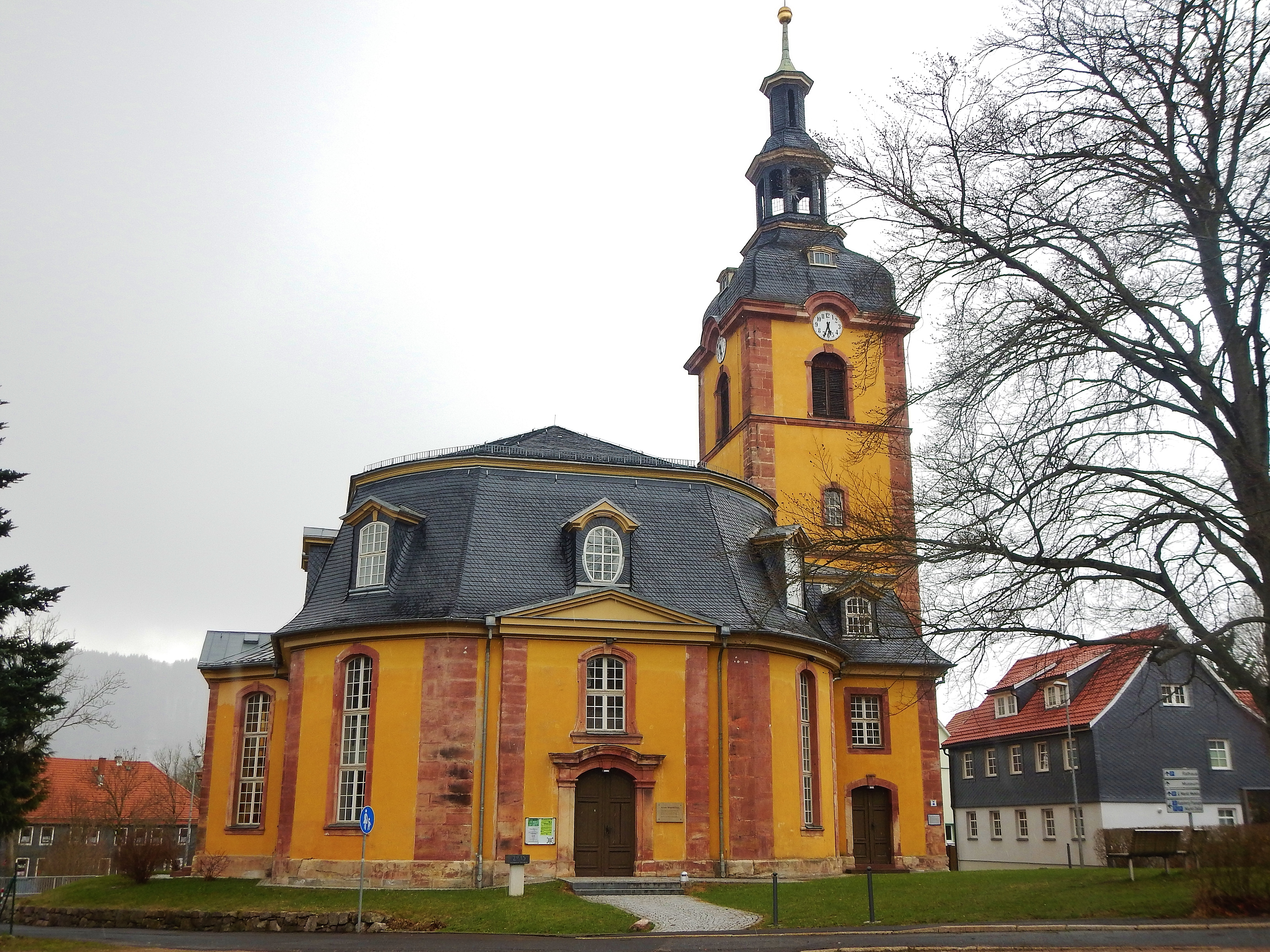
St. Blasius (Zella-Mehlis)

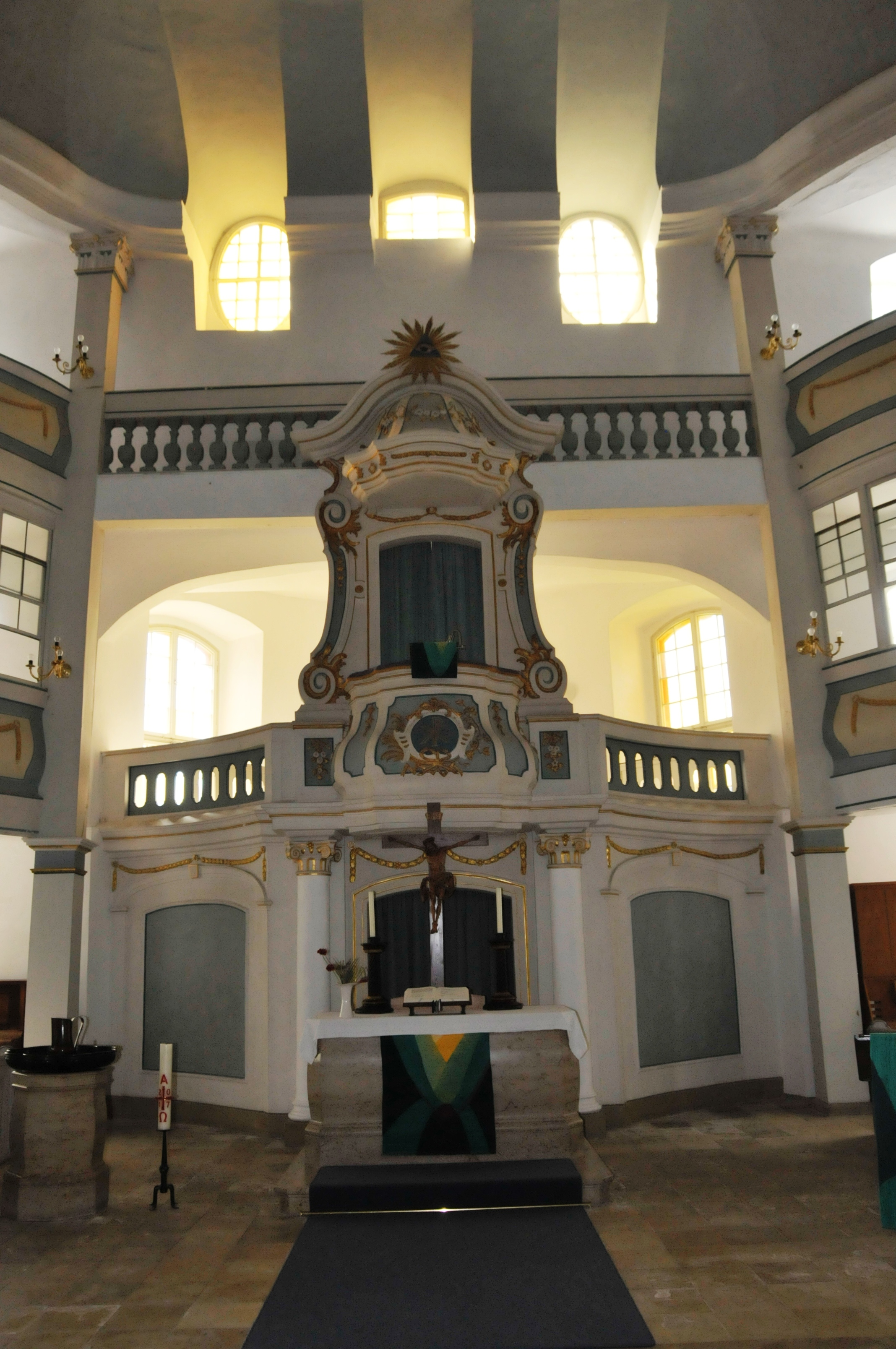
Kanzelaltar

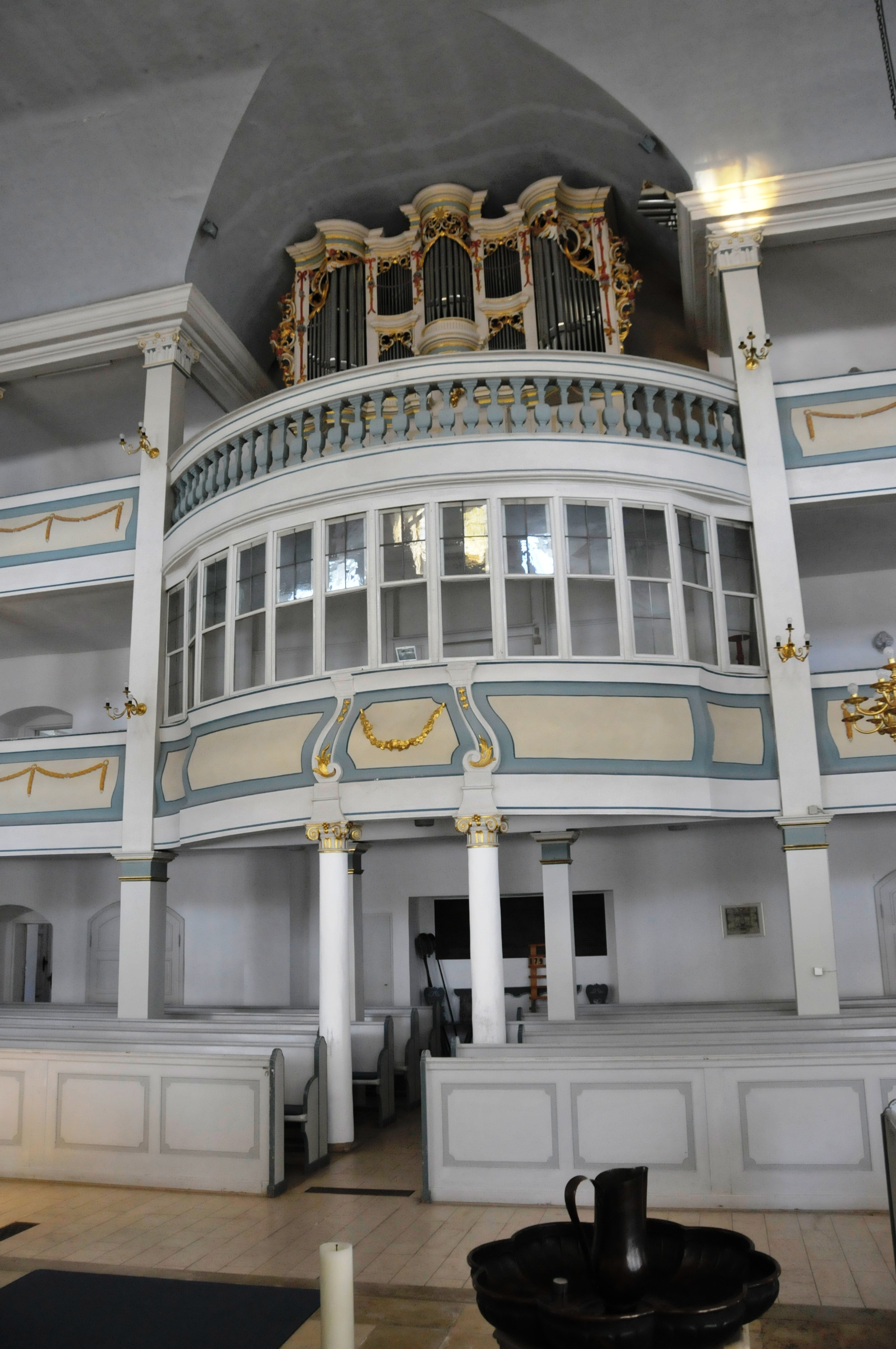
Ratsloge mit Orgelempore

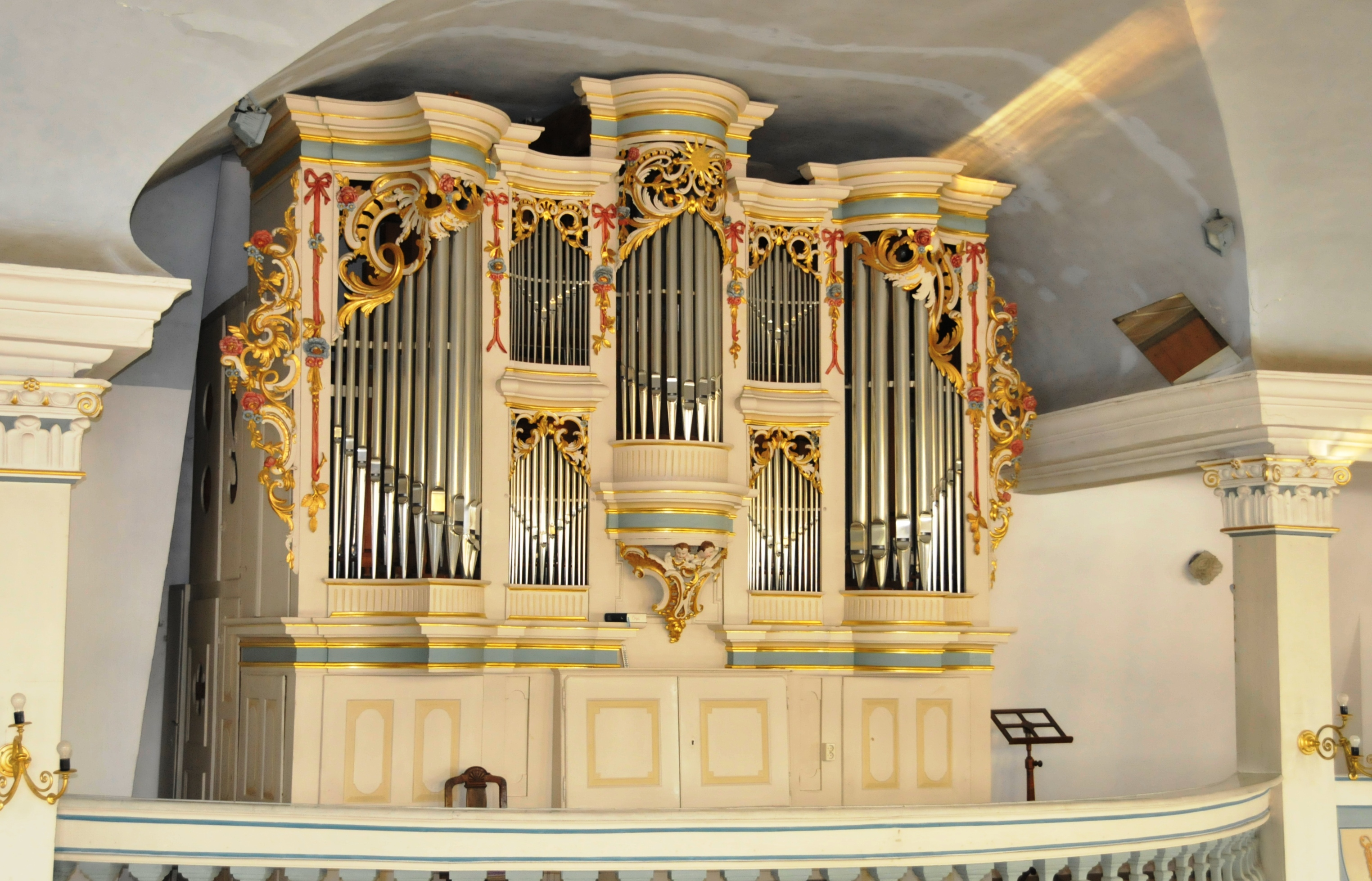
Orgel

Die evangelische Stadtkirche St. Blasius ist eine barocke Saalkirche in Zella-Mehlis im Landkreis Schmalkalden-Meiningen in Thüringen. Sie gehört zur Kirchengemeinde Zella-Mehlis im Kirchenkreis Meiningen der Evangelischen Kirche in Mitteldeutschland.

## Geschichte und Architektur
Die evangelische Kirche in Zella St. Blasii wurde 1768–1773 an Stelle der im Stadtbrand vom 25. Mai 1762 niedergebrannten St.-Blasii-Kapelle von Johann David Weidner (1721–1784) errichtet und am 27. November 1774 eingeweiht. Vorbild war Weidners Hauptwerk, die 1754–1760 erbaute Ohrdrufer Michaeliskirche. Die Zellaer Blasiuskirche zählt mit ihrem querovalen Grundriss, dem abgewalmten Satteldach und dem mittig an der Nordwand vorspringenden Turm zu den bedeutendsten kirchlichen Zentralbauten Thüringens. 
Der Saal wurde vermutlich in Anlehnung an die Entwürfe von Gottfried Heinrich Krohne für die Georgenkirche in Eisenach aus einem Rechteck mit abgerundeten Schmalseiten entwickelt. Der Außenbau ist mit Ecklisenen aus Naturstein im Gegensatz zu den verputzten Fassaden gegliedert. Hohe Flachbogenfenster erhellen das Innere, ein Mansarddach mit Gauben schließt das Bauwerk ab. An allen vier Seiten sind Eingänge angeordnet, im Süden wurde der Eingang als Gegenstück zu dem nördlichen Turm durch einen dreiseitigen Vorbau mit Dreiecksgiebel hervorgehoben. 
Der Innenraum ist mit zwei umlaufenden Emporen ausgestattet. Die theaterähnliche Anordnung der Sitzbänke und die Ausrichtung auf den Altar an der Längsachse betonen den Zentralbaucharakter dieses protestantischen Predigtraums.

## Ausstattung
Der bauzeitliche Kanzelaltar mit Rocailleschmuck steht auf der südlichen Längsseite, während ihm gegenüber die Herrschaftsloge mit der Orgel darüber angebracht ist. 

## Orgel
Die Orgel mit einem Prospekt mit Lorbeerranken und Rocailleformen ist ein Werk von Johann Caspar Rommel aus dem Jahr 1778 mit 25 Registern auf zwei Manualen und Pedal. Sie wurde 1990 durch die Firma Alexander Schuke Potsdam Orgelbau restauriert. Die Disposition lautet:
| I Manual CD–c3   |     |  |
| Quintatön        | 16′ |  |
| Principal        | 8′  |  |
| Hohlflöte        | 8′  |  |
| Gedackt          | 8′  |  |
| Viola da Gamba   | 8′  |  |
| Gemshorn         | 4′  |  |
| Klein Gedackt    | 4′  |  |
| Oktave           | 2′  |  |
| Sesquialtera III |     |  |
| Mixtur V         |     |  |

| II Manual CD–c3  |       |  |
| Lieblich Gedackt | 8′    |  |
| Quintatön        | 8′    |  |
| Flöte Travers    | 8′    |  |
| Salicional       | 8′    |  |
| Principal        | 4′    |  |
| Nachthorn        | 4′    |  |
| Oktave           | 2′    |  |
| Quinta           | 1 ⁄2′ |  |
| Mixtur III       |       |  |
| Vox humana       | 8′    |  |

| Pedal C–d1 |     |  |
| Prinzipal  | 16′ |  |
| Subbaß     | 16′ |  |
| Violonbaß  | 16′ |  |
| Oktavbaß   | 8′  |  |
| Posaune    | 16′ |  |

- Koppeln: II/I, I/P
- Spielhilfe: Zimbelstern